# Gardoński Potok
Gardoński Potok, Potok Gardoniewski – potok, prawy dopływ Ochotnicy.
Potok wypływa na wysokości 750 m na północnych stokach Pasma Lubania w miejscowości Ochotnica Dolna. Na wysokości ok. 440 m na osiedlu Gardonie uchodzi do Ochotnicy. Tuż przed ujściem łączy się z Rolnickim Potokiem, wskutek czego obydwa potoki uchodzą wspólnym ujściem. Gardoński Potok posiada jeden, lewy dopływ, wypływający na wysokości 632 m ze źródła o wydajności 200 l/godz.
Górna część zlewni Gardońskiego Potoku to porośnięte lasem, strome zbocza górskie. Dolna część zlewni to w dużym stopniu bezleśne tereny pól i zabudowań osiedli Polisiówka i Gardonie. Cała zlewnia potoku znajduje się we wsi Ochotnica Dolna w województwie małopolskim, w powiecie nowotarskim, w gminie Ochotnica Dolna.